# Puentedura
Puentedura ist ein Ort und eine nordspanische Landgemeinde (municipio) mit 122 Einwohnern (Stand: 2024) im Süden der Provinz Burgos in der Autonomen Gemeinschaft Kastilien-León.

## Lage und Klima
Der Ort Puentedura liegt am Río Arlanza in der kastilischen Hochebene (meseta) gut 41 km (Fahrtstrecke) südlich der Provinzhauptstadt Burgos in einer Höhe von ca. 890 m; die historisch bedeutsamen Kleinstädte Covarrubias und Lerma sind nur etwa 8 km in östlicher bzw. 16 km in westlicher Richtung entfernt. Das Klima ist gemäßigt bis warm; Regen (ca. 525 mm/Jahr) fällt übers Jahr verteilt.

## Bevölkerungsentwicklung
| Jahr      | 1857 | 1900 | 1950 | 2000 | 2018 |
| Einwohner | 509  | 449  | 384  | 137  | 115  |

Die Mechanisierung der Landwirtschaft, die Aufgabe bäuerlicher Kleinbetriebe und der damit einhergehende Verlust von Arbeitsplätzen haben seit der Mitte des 20. Jahrhunderts zu einem deutlichen Rückgang der Einwohnerzahlen geführt (Landflucht).

## Wirtschaft

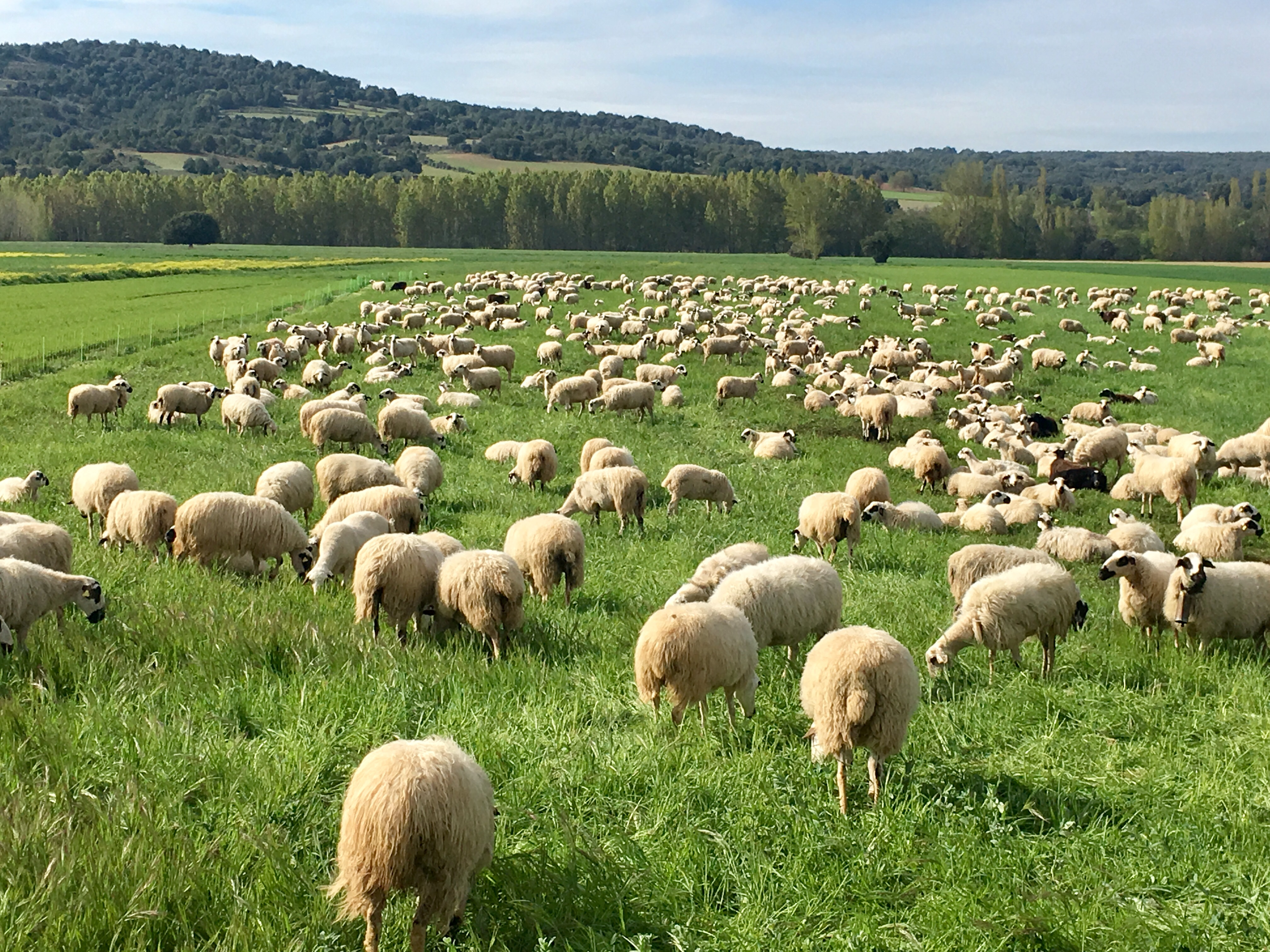
Weidende Schafherde bei Puentedura

Die Einwohner der Landgemeinde leben hauptsächlich von der Landwirtschaft (Ackerbau, Viehzucht und Weinbau); die Gemeinde gehört zum Weinbaugebiet Arlanza (D.O.). Seit den 1960er Jahren spielt auch die sommerliche Vermietung von Ferienhäusern (casas rurales) eine gewisse wirtschaftliche Rolle.

## Geschichte
Über die Ursprünge des Ortes ist so gut wie nichts bekannt. Auf dem nahegelegenen Hügel Alto de San Pedro wurden die spärlichen Überreste einer keltischen Siedlung gefunden; aus römischer Zeit ist die Existenz einer Straße überliefert, aber bislang nicht durch Funde bestätigt. Westgotische und selbst maurische Spuren fehlen. Im frühen 10. Jahrhundert wurde die Gegend von den Christen unter der Führung von König Alfons III. zurückerobert (reconquista) und anschließend neu- oder wiederbesiedelt (repoblación); in dieser Zeit entstand wahrscheinlich der Ort, dessen Steinbrücke (puente dura) wichtig für die alljährlichen Flussüberquerungen der Hirten und ihrer Herden war (Transhumanz und Triftwege in Spanien). Die erste Erwähnung des Ortsnamens stammt aus dem Jahr 1233.

## Sehenswürdigkeiten

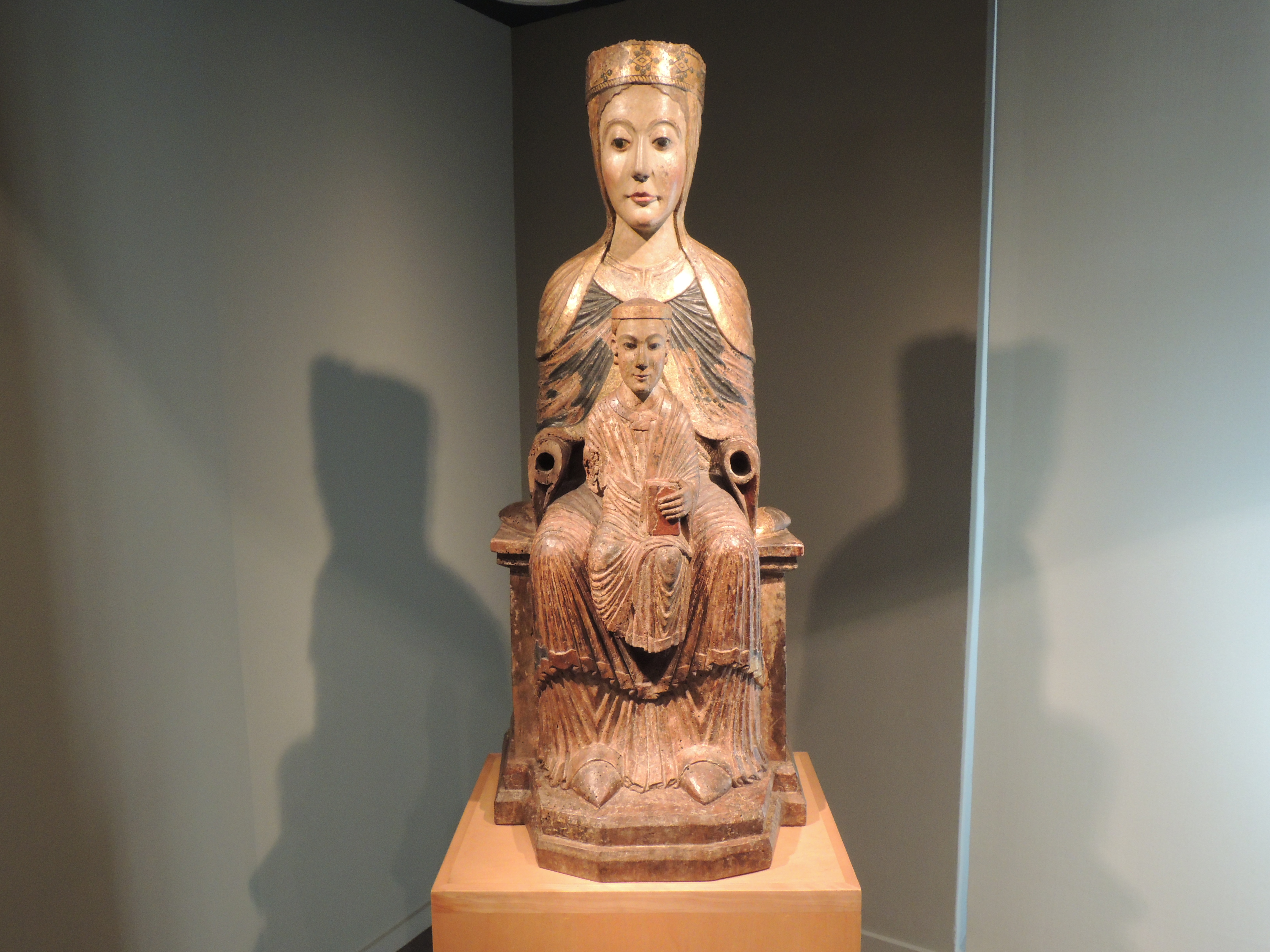
Madonna mit Kind

- Die im 16./17. Jahrhundert erbaute örtliche Kirche ist sowohl der Himmelfahrt Mariens (Asunción) als auch dem hl. Georg (San Jorge) geweiht. Das Innere ist dreischiffig und gewölbt. Die Kirche bewahrt den Taufstein (pila bautismal) des Vorgängerbaus aus dem 13. Jahrhundert sowie ein imposantes spätbarockes Altarretabel (retablo) im Stil des Churriguerismus.

Umgebung
- Etwas außerhalb des Ortes steht die schmucklose romanische Ermita de San Millán. Sie besaß einst eine außergewöhnlich schöne geschnitzte Madonna mit Kind (sedes sapientiae), die heute im Museu Frederic Marès in Barcelona aufbewahrt wird.